# غلامرضاخان اینانلو
غلامرضاخان شاهسون اینانلو ملقب به شهاب‌الملک و آصف‌الدوله نظامی و دولتمرد دوران قاجار بود. او یکی از حاکمان بدنام و ظالم دوران قاجار بود، و نام او با ماجرای فروختن دختران قوچان پیوند خورده است.

او پسر حسین‌خان شاهسون (شهاب‌الملک) چاپارچی امیر توپخانه بود. در آغاز جوانی وارد خدمت نظام شد. در سال ۱۲۵۹ قمری به حکومت کرمان و بلوچستان رسید. سه سال بعد حاکم کرمانشاه شد. 
در سال ۱۲۹۱ هجری قمری (۱۸۷۴ میلادی) لقب شهاب‌الملک که از آن پدرش بود، به وی اعطا شد. پدرش حسین‌خان در ۲۳ محرم ۱۲۹۲ (۲۷ فوریۀ ۱۸۷۵) درگذشت و او پس از مرگ پدر به حکومت کرمانشاه منصوب شد. همچنین در سال ۱۲۹۵ هجری قمری (۱۸۷۸ میلادی) حاکم کرمان شد. شهاب‌الملک (آصف‌الدوله) از سال ۱۲۹۹ (۱۸۸۱ میلادی) به حکومت طبرستان رسید و از سال ۱۳۰۹ (۱۸۹۱ میلادی) حکومت عربستان (خوزستان) را بر عهده داشت. در سال ۱۳۱۳ به مقام پیشکاری سالارالسلطنه حاکم جدید خراسان رسید و در این زمان بود که آصف‌الدوله لقب گرفت. در جمادی‌الثانی ۱۳۱۵ (اکتبر ۱۸۹۷) برای بار دوم به حکومت کرمان و بلوچستان منصوب شد.
دولت در اواخر صفر ۱۳۱۷ (۱۸۹۹) آصف‌الدوله را به پایتخت فراخواند. او در تهران به سمت وزارت خالصه‌جات و حکمرانی پایتخت تعیین شد تا سال ۱۳۲۰ (۱۹۰۲) که به حکمرانی فارس منصوب شد و به شیراز رفت.
در سال ۱۳۰۰ قمری، سرتیپ اول توپخانه شد. در سال ۱۳۰۵ قمری حاکم مازندران شد و به عضویت دارالشوری دولتی درآمد. در سال ۱۳۰۸ قمری حاکم خوزستان شد. در بین سال‌های ۱۳۱۵–۱۳۱۷ قمری بار دیگر به حکومت کرمان و کرمانشاه رسید. در سال ۱۳۱۷ قمری حاکم تهران شد و تصدی خالصه‌جات و اداره امور ایلات اطراف تهران نیز به او واگذار شد. در سال ۱۳۲۵ قمری حاکم خراسان و متولی آستان قدس رضوی شد. آخرین منصب او وزارت کشور در کابینه ناصرالملک بوده‌است.

## وزیر داخله
در شانزدهم ذیقعده ۱۳۲۵ (اوائل دی ۱۲۸۶) به عنوان وزیر داخله در دولت نظام‌السلطنه مافی از مجلس شورای ملی رأی اعتماد گرفت اما در سیزدهم محرم سال بعد (اواخر بهمن ۱۲۸۶) مجلس از او سلب اطمینان کرد